# سان جوفاني في مارينيانو
سان جوفاني في مارينيانو (بالإيطالية: San Giovanni in Marignano)‏ هي بلدية في مقاطعة ريميني في إقليم إميليا رومانيا في إيطاليا. 

## السكان
في سنة 1861 بلغ عدد السكان 3٬231 نسمة، وتطور العدد ليصل في سنة 2011 لـ 8٬973 نسمة.
يظهر هذا المخطط البياني تطور النمو السكاني لـ سان جوفاني في مارينيانو

## أعلام
- إرالدو بيتشي